# Eva Mendes
Eva Mendes, nome completo Eva de la Caridad Mendez (Miami, 5 marzo 1974), è un'attrice e modella statunitense di origine cubana.
Inizia a recitare alla fine degli anni novanta, arrivando alla popolarità che oggi la contraddistingue grazie a diversi ruoli ottenuti dal 2001 in poi, in film come Training Day (2001) 2 Fast 2 Furious (2003) e Hitch - Lui sì che capisce le donne (2005).

## Biografia
Eva Mendes è nata a Miami Florida, nel 1974, in una famiglia cubana immigrata poco prima della sua nascita (Juan Carlos Mendez e Eva Perez Suarez). Dopo la separazione dei genitori si è trasferita con sua madre a Los Angeles. Suo padre è un venditore d'auto e sua madre, anch'ella di nome Eva, è la direttrice di una scuola elementare.

### Carriera
Eva iniziò la sua carriera con i video commerciali, i videoclip musicali (fra i più memorabili quelli dei Pet Shop Boys, tra cui il suo primo videoclip, e di Will Smith) passando alle apparizioni in soap opera e telefilm e successivamente qualche piccolo ruolo secondario. Ha ricevuto il suo primo vero ingaggio nell'acclamato Training Day, al fianco di Denzel Washington e Ethan Hawke. Ha descritto il suo ruolo come "fondamentale" nella sua carriera, affermando che l'ha motivata a continuare come attrice.
Il suo unico film uscito nel 2002 è stata la commedia poliziesca All About The Benjamins, in cui interpretava la fidanzata di un truffatore. Nel 2003 appare in ben 4 lungometraggi. 2 Fast 2 Furious l'ha vista affiancare Paul Walker e Tyrese Gibson; la pellicola ha dato a Mendes una visibilità molto più ampia, incassando oltre 236 milioni di dollari a livello globale. Il film d'azione western C'era una volta in Messico con Antonio Banderas e Salma Hayek, nei panni della figlia di un signore della droga messicano. Ha ritrovato Denzel Washington nel thriller Out of Time, in cui interpretava la futura ex moglie di uno stimato capo della polizia. Il suo ultimo film del 2003 è stata la commedia Fratelli per la pelle con Matt Damon e Greg Kinnear, in cui interpretava un'aspirante attrice.
Nel 2005 interpreta l'interesse amoroso di un consulente di appuntamenti professionista, interpretato da Will Smith, in Hitch - Lui sì che capisce le donne. Nel 2005, inoltre, ha recitato anche nei film The Wendell Baker Story e Guilty Hearts. Nella commedia romantica Uomini & donne, Mendes ha recitato con David Duchovny, Billy Crudup, Julianne Moore e Maggie Gyllenhaal. 

Il tanto criticato Ghost Rider, uscito nel 2007, basato sul personaggio della Marvel Comics, vedeva Mendes come l'interesse amoroso del protagonista (Nicolas Cage). Il film ha avuto buoni risultati commerciali, aprendo ai vertici del botteghino nordamericano, con incassi di oltre 45 milioni di dollari; alla fine ha guadagnato oltre 228 milioni di dollari in tutto il mondo. Come Sam Repp, nel 2007 ha recitato al fianco di Joaquin Phoenix e Mark Wahlberg nel thriller I padroni della notte, nel ruolo della fidanzata del fratello di un capitano della polizia di New York. 

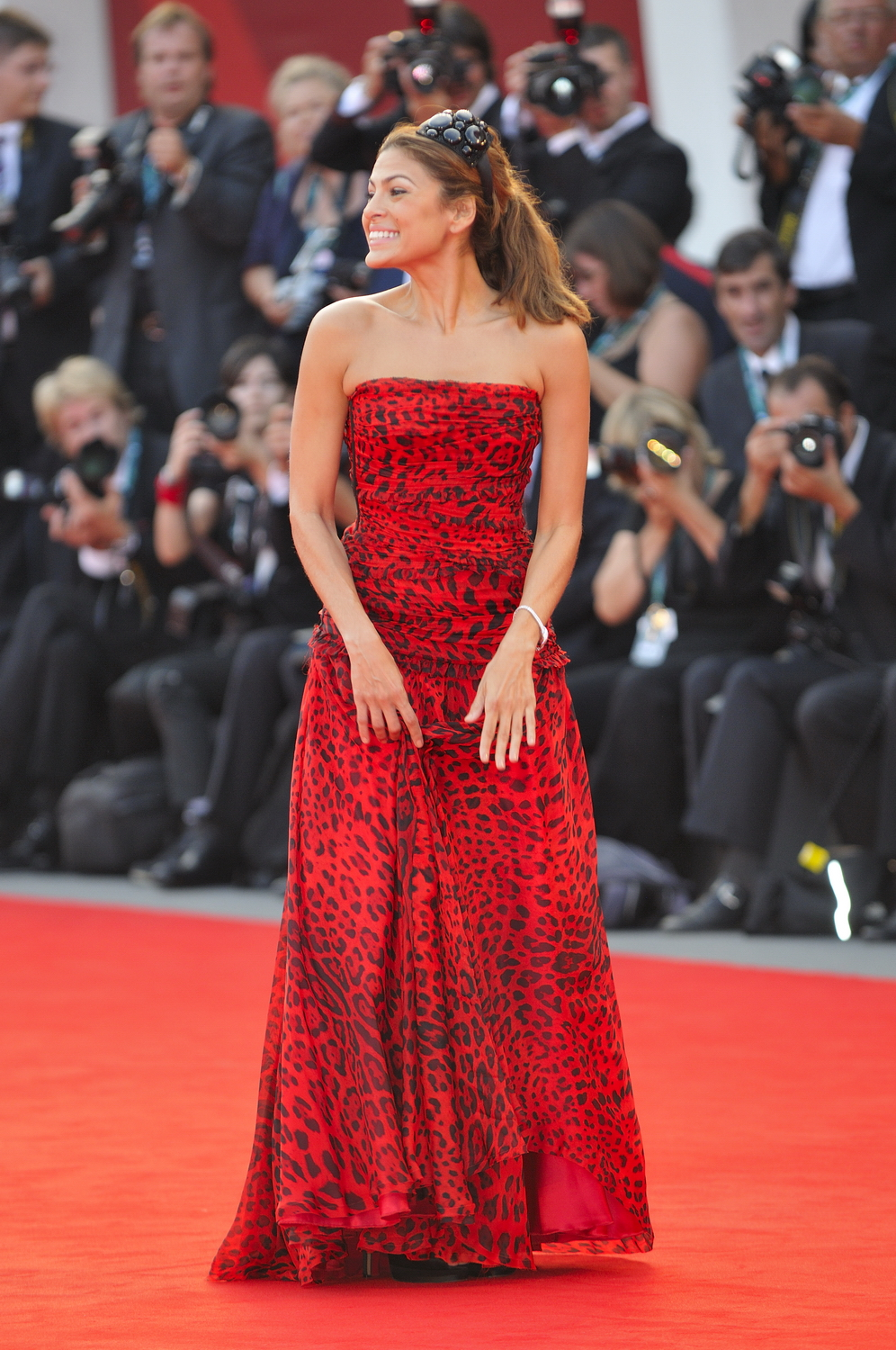
Eva Mendes al 66º Festival del Cinema di Venezia (2009).

Nel 2008, Mendes ha assunto il ruolo di una commessa di profumi in Saks Fifth Avenue nella commedia tutta al femminile The Women, al fianco di Meg Ryan, Annette Bening, Debra Messing e Jada Pinkett Smith. Nonostante un successo commerciale, il film è stato stroncato dalla critica; Mendes ha ottenuto una candidatura per il Razzie Award alla peggior attrice protagonista per la sua interpretazione. Ha anche interpretato la femme fatale Sand Saref in The Spirit del 2008, basato sull'omonimo fumetto di Will Eisner. 
La sua unica uscita cinematografica nel 2009 è stata il film drammatico Il cattivo tenente - Ultima chiamata New Orleans , che l'ha riunita con Nicolas Cage, nel ruolo di una prostituta e, ancora una volta, del suo interesse amoroso. Il film è stato presentato in concorso alla 66ª Mostra internazionale d'arte cinematografica di Venezia. Due giorni dopo il film ha avuto la première americana al Telluride Film Festival, per poi essere proiettato al Toronto International Film Festival.
Mendes si è riunita con gli attori Will Ferrell e Mark Wahlberg per la commedia d'azione I poliziotti di riserva, in cui interpreta la moglie di un mite contabile forense della polizia di New York. È stato un successo commerciale, incassando 170,4 milioni di dollari a livello globale. Nel 2010 ha anche interpretato l'interesse amoroso di un uomo impegnato nel dramma romantico Last Night, diretto da Massy Tadjedin, al fianco di Keira Knightley e Sam Worthington.
Nel 2011, Mendes è apparsa in un cameo non accreditato in Fast & Furious 5, riprendendo il suo ruolo da 2 Fast 2 Furious. Nel 2012, ha recitato nella commedia drammatica Girl in Progress, nel ruolo di una mamma single che alleva la figlia quattordicenne e nel dramma art fantasy Holy Motors, nel ruolo di Kay M. Mentre Girl in Progress ha fatto guadagnare a Mendes una nomination all'ALMA Award come attrice cinematografica preferita l'attrice ha descritto Holy Motors come "la cosa più bella e creativa che abbia mai fatto".
Nel 2012 esce anche Come un tuono, un dramma diretto da Derek Cianfrance, al fianco di Ryan Gosling e Bradley Cooper. Mendes interpreta l'ex amante di uno stuntman motociclistico.
Nel 2013, Mendes è apparsa nella commedia della HBO Le idee esplosive di Nathan Flomm, e nel 2014 ha recitato come interprete di uno spettacolo di cabaret nel debutto alla regia di Ryan Gosling Lost River, selezionato per competere nella sezione Un Certain Regard al Festival di Cannes 2014. Questo sarebbe stato il suo ultimo ruolo da attrice fino al 2021, quando ha doppiato un personaggio della serie animata Bluey nell'episodio "Born Yesterday"

### Immagine
Mendes si è classificata 54a, 12a, 7a, 7ª e 11ª nel numero Hot 100 della rivista Maxim rispettivamente nel 2002, 2005, 2007, 2008 e 2010, ed è apparsa più volte sulla copertina. Si è inoltre classificata 80a, 23ª e 44ª nella classifica "100 donne più sexy del mondo" della rivista FHM nel 2004, 2005, 2006.
Nel 2008 è stata protagonista di una pubblicità per il profumo Obsession di Calvin Klein. Lo spot, in cui l'attrice compare senza veli, ha suscitato molto scalpore per le movenze alquanto sensuali, tanto da essere censurato negli Stati Uniti d'America.

## Vita privata

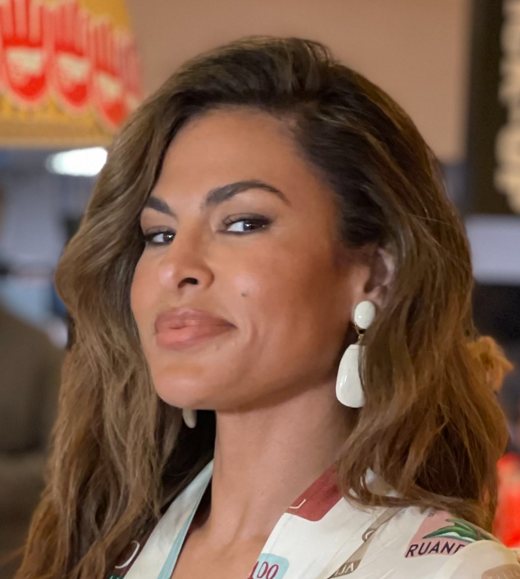
Eva Mendes nel 2022

Dal settembre 2011 ha una relazione con l'attore Ryan Gosling. Il 12 settembre 2014 nasce a Los Angeles la loro prima figlia, Esmeralda Amada Gosling. I due si sono sposati all'inizio del 2016 con una cerimonia privata. Ad aprile dello stesso anno, l'attrice ha perso il fratello maggiore Juan Carlos Mendes, dell'età di 53 anni, per un tumore alla gola. Il 29 aprile 2016 è nata la loro secondogenita, Amada Lee Gosling.

## Filmografia

### Attrice

#### Cinema
- Gli adoratori del male (Children of the Corn V: Fields of Terror) regia di Ethan Wiley (1998)
- A Night at the Roxbury, regia di John Fortenberry (1998)
- Mamma mi sono persa il fratellino! (My Brother the Pig) regia di Erik Fleming (1999)
- Urban Legends: Final Cut, regia di John Ottman (2000)
- Ferite mortali (Exit Wounds) regia di Andrzej Bartkowiak (2001)
- Training Day, regia di Antoine Fuqua (2001)
- All About The Benjamins, regia di Kevin Bray (2002)
- 2 Fast 2 Furious, regia di John Singleton (2003)
- C'era una volta in Messico (Once Upon a Time in Mexico) regia di Robert Rodriguez (2003)
- Out of Time, regia di Carl Franklin (2003)
- Fratelli per la pelle (Stuck on You) regia di Peter e Bobby Farrelly (2003)
- Hitch - Lui sì che capisce le donne (Hitch) regia di Andy Tennant (2005)
- The Wendell Baker Story, regia di Andrew Wilson e Luke Wilson (2005)
- Guilty Hearts, film a episodi (2005)
- Uomini & donne (Trust the Man) regia di Bart Freundlich (2006)
- Ghost Rider, regia di Mark Steven Johnson (2007)
- Live! - Ascolti record al primo colpo (Live!) regia di Bill Guttentag (2007)
- I padroni della notte (We Own The Night) regia di James Gray (2007)
- Cleaner, regia di Renny Harlin (2007)
- Molto incinta, regia di Judd Apatow (2007) – cameo
- The Women, regia di Diane English (2008)
- The Spirit, regia di Frank Miller (2008)
- Il cattivo tenente - Ultima chiamata New Orleans (Bad Lieutenant: Port of Call New Orleans) regia di Werner Herzog (2009)
- I poliziotti di riserva (The Other Guys) regia di Adam McKay (2010)
- Last Night, regia di Massy Tadjedin (2010)
- Fast & Furious 5 (Fast Five) regia di Justin Lin (2011) – cameo non accreditato
- Girl in Progress, regia di Patricia Riggen (2012)
- Holy Motors, regia di Leos Carax (2012)
- Come un tuono (The Place Beyond the Pines) regia di Derek Cianfrance (2012)
- Lost River, regia di Ryan Gosling (2014)

#### Televisione
- E.R. - Medici in prima linea (ER) – serie TV, episodio 4x15 (1998)
- Mortal Kombat: Conquest – serie TV, episodio 1x11 (1998)
- Le idee esplosive di Nathan Flomm (Clear History) regia di Greg Mottola – film TV (2013)

#### Videoclip
- Pet Shop Boys - Se a vida é (That's the Way Life Is) (1996)
- Will Smith - Miami (1997)
- Aerosmith - Hole In My Soul (1997)
- Ludacris - Act a fool  (2003)
- The Strokes - The End Has No End (2004)

### Produttrice
- Live! - Ascolti record al primo colpo (Live!) (2007)

### Doppiatrice
- Bluey - serie TV animata, episodio 3x06 (2021)

## Doppiatrici italiane
Nelle versioni in italiano dei suoi film, Eva Mendes è stata doppiata da:
- Francesca Fiorentini in 2 Fast 2 Furious, C'era una volta in Messico, Out of Time, Cleaner, Live! - Ascolti record al primo colpo, I padroni della notte, Il cattivo tenente - Ultima chiamata New Orleans, I poliziotti di riserva, Last Night, Fast & Furious 5, Le idee esplosive di Nathan Flomm, Lost River
- Eleonora De Angelis in Ferite mortali, Hitch - Lui sì che capisce le donne, Ghost Rider, The Spirit, Come un tuono
- Laura Latini in E.R. - Medici in prima linea
- Tiziana Avarista in Urban Legends: Final Cut
- Ilaria Latini in Training Day
- Chiara Colizzi in Fratelli per la pelle
- Rosalba Caramoni in Uomini & donne
- Laura Lenghi in The Women